# Daith
Ein Daith ([dʌθⓘ] oder [deɪθ]) ist ein Piercing in der waagerechten Brücke und innersten Auswölbung der Ohrmuschel und damit eine spezielle Form des Ohrlochs.

## Geschichte und Kultur
Bei dem Daith handelt es sich um ein Piercing, das sich in den 1990er-Jahren mit der zunehmenden Popularisierung von Piercings als Modeschmuck verbreitete.

Die Sephira Da'ath im kabbalistischen Lebensbaum

Die Bezeichnung „Daith“ leitet sich von dem hebräischen Wort daath (Wissen) ab, einen Begriff aus der Kabbala, einer der mystischen Traditionen des Judentums, und bezeichnet ein Element der Sephiroth, der zehn göttlichen Emanationen.
Eine Kundin des US-amerikanischen Piercers Erik Dakota aus Kalifornien, soll dem Piercing, das sie gemeinsam mit Dakota entwickelte, diesen Namen gegeben haben. Die Bezeichnung spielt darauf an, dass zur Durchführung besonderes Können und Geschick erforderlich seien. Zur Motivation der Kundin, sich dieses Piercing stechen zu lassen, wurden unter anderem spirituelle Gründe mit Verweis auf den Hinduismus angegeben.
Zusammen mit dem Apadydoe, dem Rook und dem Industrial-Piercing, welche ebenfalls auf Dakota zurückgehen sollen, wurde das Daith-Piercing 1992 erstmals im Body Play Magazin von Fakir Musafar öffentlich vorgestellt.

## Durchführung
Wie auch bei anderen Piercings wird zunächst die zu durchstechende Hautpartie desinfiziert. Anschließend werden gegebenenfalls Ein- und Ausstichstellen mit einem Stift markiert und einer speziellen Nadel durchstochen. Damit die umliegenden Knorpelbereiche der Ohrmuschel nicht verletzt werden, wird häufig eine gebogene Nadel verwendet.
Wahlweise verwenden Piercer auch eine sogenannte Receiving Tube, eine meist aus Edelstahl gefertigte Schutzröhre. Diese wird an der Unterseite der zu durchstechenden Stelle gegengehalten, sodass die Nadel zunächst durch den Knorpel gestochen und danach in die Röhre hineingleiten kann, ohne dabei umliegendes Gewebe zu verletzen.
Wie auch bei anderen Piercings im Knorpelbereich wird häufig das Punchen empfohlen, um die Heilungsphase zu erleichtern. Dabei wird das Gewebe nicht durchstochen, sondern herausgestanzt.
Ein richtiges Daith-Piercing muss laut Fakir Musafar so platziert sein, dass es optisch den Anschein erweckt, es würde mit dem unteren Teil des eingesetzten Ringschmucks direkt aus dem Gehörgang heraustreten. Für den Einsatz ist ein besonders kleiner Ball Closure Ring oder ein Barbell geeignet, auch Micro-BCR beziehungsweise Micro-Barbell genannt. Auf Grund der besonders kleinen und engen Stelle erfordert das Stechen besonderes Fingerspitzengefühl.

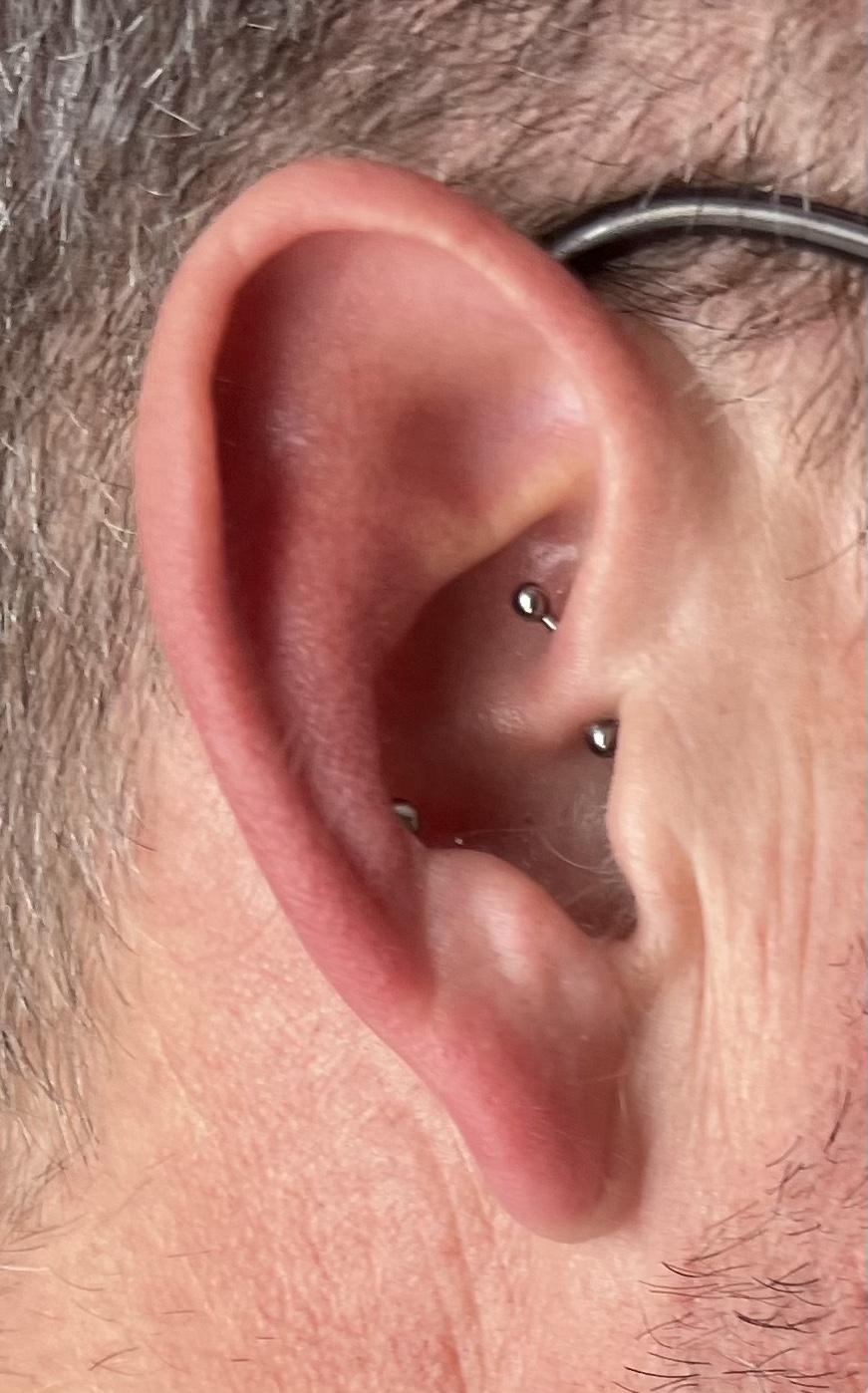
Daith piercing mit Curved Barbell

Das Piercing gehört zu den schmerzhafteren Knorpelpiercings mit einer möglicherweise längeren Heilungsphase aufgrund des vergleichsweise festen Knorpelgewebes an dieser Stelle. Die Heilungsdauer beträgt zwischen drei und sechs Monaten.

## Variationen
Im Gegensatz zu vielen anderen Piercings ist das Dehnen eines Daith unüblich beziehungsweise kaum möglich, da es sich um einen zu kleinen anatomischen Bereich handelt.
Weitere Piercings innerhalb der Ohrmuschel sind das Tragus-, Rook-, Snug-, Conch- und Helix-Piercing.

## Migräne
Wegen der Ähnlichkeit zur Ohrakupunktur wird in Foren und Blogs gelegentlich die Vermutung aufgestellt, Daith helfe gegen Kopfschmerzen. Positive Erfahrungsberichte werden zum Teil auf den Placebo-Effekt zurückgeführt. Die Deutsche Migräne- und Kopfschmerz-Gesellschaft rät derzeit von Piercings gegen Migräne ab, da die Gefahr von Entzündungen des Ohrknorpels besteht und derzeit noch keine wissenschaftlichen Belege für die Wirksamkeit vorliegen. Diese Forschungslücke möchte die 2020 gestartete Studie des Zentralinstitut für Seelische Gesundheit Mannheim schließen und untersuchen, ob Ohrpiercings die Häufigkeit, Dauer und Stärke von Migräneattacken verringern und die Lebensqualität und Stimmung verbessern können.
Eine Studie analysierte 246 YouTube-Videos, die sich mit der migräneheilenden Wirkung von Daith-Piercings befassen. 69 Videos waren persönliche Erfahrungsberichte, 176 von Bloggern/Piercern und eines von medizinischem Fachpersonal. Es wurde festgestellt, dass die meisten Videos unzuverlässige und fachlich mangelhafte Informationen bieten.